# Llista d'episodis de Haikyu!!
|  | Aquest article tracta sobre els episodis de l'anime. Vegeu-ne altres significats a «Llista de capítols de Haikyû!!». |

Haikyu!! (ハイキュー!!) és una sèrie d'anime basada en la sèrie de manga escrita i il·lustrada per Haruichi Furudate. L'adaptació va ser produïda per l'estudi Production I.G i es va estrenar el 6 d'abril de 2014. Fins ara se n'han emès 85 episodis i 5 OVAs. El 13 d'agost de 2022 se'n va anunciar la producció de dues pel·lícules noves i està previst anunciar-ne l'estrena en un acte inaugural l'agost de 2023. El 28 de setembre de 2022, amb la creació del canal SX3, es va presentar oficialment l'arribada de Haikyu!! en català a partir del 10 d'octubre, emetent-ne les primeres quatre temporades i els cinc OVAs.

## Temporades
| Temporada | Temporada | Episodis | Episodis | #  | #                   | Dates d'emissió        | Dates d'emissió        | Dates d'emissió en català | Dates d'emissió en català |
| Temporada | Temporada | Episodis | Episodis | #  | #                   | Primera emissió        | Última emissió         | Primera emissió           | Última emissió            |
| --------- | --------- | -------- | -------- | -- | ------------------- | ---------------------- | ---------------------- | ------------------------- | ------------------------- |
|           | 1         | 1-25     | 1-25     | 25 | 25                  | 6 d'abril de 2014      | 21 de setembre de 2014 | 10 d'octubre de 2022      | 17 de novembre de 2022    |
|           | 2         | 26-50    | 26-50    | 25 | 25                  | 4 d'octubre de 2015    | 27 de març de 2016     | 21 de novembre de 2022    | 4 de gener de 2023        |
|           | 3         | 51-60    | 51-60    | 10 | 10                  | 8 d'octubre de 2016    | 10 de desembre de 2016 | 5 de gener de 2023        | 23 de gener de 2023       |
|           | 4         | 61-85    | 61-73    | 25 | 13                  | 11 de gener de 2020    | 4 d'abril de 2020      | 26 de gener de 2023       | 16 de febrer de 2023      |
| 74-85     | 4         | 61-85    | 12       | 25 | 3 d'octubre de 2020 | 19 de desembre de 2020 | 20 de febrer de 2023   | 9 de març de 2023         |                           |

## Llista d'episodis

### 1a temporada (2014)
La primera temporada compta amb un total de 25 episodis emesos originalment al Japó del 6 d'abril al 21 de setembre de 2014 a l'MBS i altres canals de la xarxa JNN (propietat de TBS). Dels episodis 1 al 13, el tema d'obertura és "Imagination" de Spyair i el tema final "Tenchi Gaeshi" de Nico Touches the Walls. L'episodi 14 no té tema d'obertura, però es fa servir la cançó "Ah Yeah" de Sukima Switch com a final de l'episodi. Del 15 al 25, el tema d'obertura és "Ah Yeah", mentre que el tema final és "LEO" de Tacica.
| Núm. total | Núm. de la temporada | Títol                                                                              | Direcció                          | Guió                | Data d'emissió original | Data d'emissió en català |
| --- | -------------------- | ---------------------------------------------------------------------------------- | --------------------------------- | ------------------- | ----------------------- | ------------------------ |
| 1 | 1                    | Un final i un començament Owari to hajimari (終わりと始まり)                       | Susumu Mitsunaka                  | Taku Kishimoto      | 6 d'abril de 2014       | 10 d'octubre de 2022     |
| El Shoyo Hinata és un nen que va a l'escola mitjana Yukigaoka i que sent passió pel voleibol. En el primer torneig en què participa, el seu equip perd davant de l'equip de l'escola Kitagawa Daiichi, on destaca el Tobio Kageyama, un jugador espectacular a qui anomenen "el rei de la pista". Un any després, coincideixen a l'institut i el Shoyo es vol venjar del Tobio. |                      |                                                                                    |                                   |                     |                         |                          |
| 2 | 2                    | L'equip de voleibol Karasuno Karasuno kōkō haikyūbu (烏野高校排球部)               | Kōichi Kikuta                     | Taku Kishimoto      | 13 d'abril de 2014      | 11 d'octubre de 2022     |
| El Shoyo Hinata i el Tobio Kageyama, que es recorden perfectament de l'únic partit en què s'han enfrontat, s'apunten a l'equip de voleibol de l'institut Karasuno, que en el passat havia estat un dels millors de la prefectura. L'entrenador, però, els diu que no els deixarà jugar fins que no s'avinguin. Ells, en lloc de fer-li cas, desafien els veterans de l'equip: si els guanyen, seran jugadors oficials del Karasuno.                                                         |                      |                                                                                    |                                   |                     |                         |                          |
| 3 | 3                    | L'aliat més formidable Saikyō no mikata (最強の味方)                               | Tomoko Hiramuki                   | Taku Kishimoto      | 20 d'abril de 2014      | 12 d'octubre de 2022     |
| El Shoyo i el Tobio es lleven d'hora per entrenar-se al matí i poder guanyar els veterans. Els companys d'equip els descobreixen, s'uneixen als entrenaments i els ajuden a millorar. Un d'ells, el Sugawara, fa entendre al Shoyo que el Tobio Kageyama ha de deixar de ser rival per ser company i aliat. Finalment, els dos nois comencen a avenir-se i a compenetrar-se en el joc. |                      |                                                                                    |                                   |                     |                         |                          |
| 4 | 4                    | El paisatge des del cim Itadaki no keshiki (頂の景色)                              | Shintarō Itoga                    | Taku Kishimoto      | 27 d'abril de 2014      | 12 d'octubre de 2022     |
| És el dia del partit entre els veterans i els principiants i malgrat que al començament no es coordinen, el Shoyo i el Kageyana aconsegueixen trobar la manera de combinar les seves habilitats en un atac ràpid perfecte. Es tracta d'una jugada que el Kageyana intentava fer amb l'equip d'abans i per culpa de la qual els seus excompanys van deixar-lo de banda. El Shoyo, però, és capaç d'entendre el que vol d'una manera gairebé instintiva.                                      |                      |                                                                                    |                                   |                     |                         |                          |
| 5 | 5                    | L'ansietat dels covards Shōshinmono no kinchō (小心者の緊張)                       | Yasuo Ejima                       | Taku Kishimoto      | 4 de maig de 2014       | 13 d'octubre de 2022     |
| Com que han guanyat el partit d'entrenament contra els veterans, el Shoyo i el Kageyana passen a ser jugadors oficials del Karasuno. Gràcies al professor Takeda, nou assessor de voleibol del Karasuno, l'Aoba Josai, un dels millors equips de la prefectura de Miyagi i institut on estudien molts exalumnes de la Kitagawa Daiichi, accepta disputar un partit amistós contra el Karasuno amb la condició que el Kageyama jugui de col·locador durant tot el partit.                    |                      |                                                                                    |                                   |                     |                         |                          |
| 6 | 6                    | Un equip interessant Omoshiroi chīmu (面白いチーム)                                | Tomohiro Hirata                   | Taku Kishimoto      | 11 de maig de 2014      | 17 d'octubre de 2022     |
| El Shoyo està molt nerviós perquè disputarà el seu primer partit oficial com a jugador del Karasuno. Els veterans de l'equip intenten tranquil·litzar-lo, però comet molts errors. Contra tot pronòstic, el Kageyama l'ajuda a calmar-se i aconsegueix coordinar-se de nou amb ell per fer atacs ràpids. L'equip rival està bocabadat: els sembla increïble que un jugador tan baixet i un altre de tan egocèntric puguin funcionar tan bé plegats.                                         |                      |                                                                                    |                                   |                     |                         |                          |
| 7 | 7                    | Contra el gran rei VS "Daiō-sama" (VS “大王様”)                                    | Rokō Ogiwara                      | Taku Kishimoto      | 18 de maig de 2014      | 18 d'octubre de 2022     |
| L'arribada de l'Oikawa, capità i col·locador de l'Aoba Josai i antic company del Kageyama és clau perquè aconsegueixin remuntar el partit. Però els del Karasuno no es donen per vençuts. Al final del partit, el professor Takeda explica que ha contactat amb un possible candidat molt experimentat per fer d'entrenador de l'equip. |                      |                                                                                    |                                   |                     |                         |                          |
| 8 | 8                    | Un jugador a qui anomenen l'estrella "Ēsu" to yobareru hito (“エース”と呼ばれる人) | Yoshihide Ibata                   | Takuya Satō         | 25 de maig de 2014      | 19 d'octubre de 2022     |
| El defensa lliure Yu Nishinoya compleix el càstig que li van imposar i ja pot tornar a jugar amb el Karasuno, però posa com a condició que torni l'estrella, l'Asahi Azumane. Mentrestant, el professor Takeda acaba convencent l'Ukai perquè faci d'entrenador i prepari els nois per disputar un partit amistós contra el Nekoma, un antic equip rival. |                      |                                                                                    |                                   |                     |                         |                          |
| 9 | 9                    | Col·locar-la per l'estrella Ēsu e no tosu (エースへのトス)                         | Mariko Ishikawa                   | Taku Kishimoto      | 1 de juny de 2014       | 20 d'octubre de 2022     |
| L'entrenador provisional Ukai organitza un partit d'entrenament entre el Karasuno i un equip d'aficionats del veïnat. Com que els falten jugadors, fa jugar amb ells l'Asahi Azumane, que té l'oportunitat de recuperar la confiança que va perdre després d'una sèrie de partits desastrosos i demostrar així que encara es mereix el títol d'estrella. |                      |                                                                                    |                                   |                     |                         |                          |
| 10 | 10                   | Admiració Akogare (憧れ)                                                           | Shintarō Itoga                    | Taku Kishimoto      | 8 de juny de 2014       | 24 d'octubre de 2022     |
| En el partit d'entrenament, l'Ukai s'adona que el Shoyo i el Kageyama s'entenen a la perfecció i que el Nishinoya és un crac de les recepcions i l'Azumane, de les esmaixades. El Shoyo continua dubtant de les seves capacitats, però el Kageyama el convenç que amb la velocitat i el salt que té i les col·locacions que ell li fa, pot ser una estrella igual que l'Asahi Azumane, independentment de la posició en què jugui.                                                          |                      |                                                                                    |                                   |                     |                         |                          |
| 11 | 11                   | La decisió Ketsudan (決断)                                                         | Hirotaka Endō                     | Taku Kishimoto      | 15 de juny de 2014      | 25 d'octubre de 2022     |
| Durant la concentració l'Ukai dubta, però al final decideix que l'equip titular que s'enfrontarà a l'etern rival del Karasuno, el Nekoma, estarà format pels jugadors següents: Sawamura, Nishinoya, Azumame, Tanaka, Tsukishima, Kageyama i Hinata. L'equip està animat i unit: volen classificar-se com sigui per l'Interinstituts. |                      |                                                                                    |                                   |                     |                         |                          |
| 12 | 12                   | El retrobament entre gats i corbs Neko to karasu no saikai (ネコとカラスの再会)    | Yasuo Ejima                       | Toshimitsu Takeuchi | 22 de juny de 2014      | 26 d'octubre de 2022     |
| Durant la concentració a les muntanyes, el Karasuno s'enfronta al Nekoma. Els entrenadors de tots dos equips es coneixen de fa anys, de quan jugaven. El Shoyo també coneix un jugador rival, el Kenma, amb qui va coincidir mentre s'entrenava. El Kenma no té gaires aptituds físiques, però sap llegir molt bé la jugada dels rivals i no es posa gens nerviós. El Shoyo, en canvi, està molt nerviós i s'equivoca constantment... fins que s'adona que alguna cosa ha canviat en ell.   |                      |                                                                                    |                                   |                     |                         |                          |
| 13 | 13                   | Un rival digne Raibaru (好敵手)                                                    | Takaaki Suzuki                    | Toshimitsu Takeuchi | 29 de juny de 2014      | 27 d'octubre de 2022     |
| El Karasuno i el Nekoma juguen un segon set d'allò més disputat i al final, el Shoyo i els seus companys perden. Els membres de tots dos equips s'adonen que han jugat contra un rival molt bo i del qual poden aprendre coses i els jugadors del Karasuno decideixen que es venjaran i no tornaran a perdre mai més amb el Nekoma. |                      |                                                                                    |                                   |                     |                         |                          |
| 14 | 14                   | Rivals formidables Kyōteki-tachi (強敵たち)                                        | Tomoko Hiramuki                   | Taku Kishimoto      | 6 de juliol de 2014     | 31 d'octubre de 2022     |
| Ja s'han anunciat els aparellaments de l'Interinstituts i els jugadors del Karasuno s'esforcen al màxim en els últims entrenaments abans del campionat. El Hinata i el Kageyama cada matí fan una cursa i el Yamaguchi va a veure el Makoto Shimada, un membre de l'equip de l'Associació de Veïns, perquè li ensenyi a fer el servei flotant amb salt. D'altra banda, la Kiyoko troba una pancarta per animar l'equip.                                                                     |                      |                                                                                    |                                   |                     |                         |                          |
| 15 | 15                   | Hem renascut Fukkatsu (復活)                                                       | Kiyoshi Murayama                  | Taku Kishimoto      | 13 de juliol de 2014    | 1 de novembre de 2022    |
| El Shoyo i els seus companys estan emocionats i nerviosos. Han arribat ja al Torneig Interinstituts i veuen entrar els jugadors del Date Industrial, un equip que impressiona per la seva qualitat i per l'alçada dels seus jugadors. A la pista, el Karasuno comença el primer partit que li toca jugar demostrant al rival que no serà un contrincant fàcil. Sembla que els ànims i l'esforç comencen a donar fruits.                                                                     |                      |                                                                                    |                                   |                     |                         |                          |
| 16 | 16                   | Guanyar i perdre Shousha to haisha (勝者と敗者)                                    | Shintarō Itoga                    | Taku Kishimoto      | 20 de juliol de 2014    | 2 de novembre de 2022    |
| El Karasuno s'enfronta al Tokonami en el primer partit del Torneig Interinstituts. Al Tokonami hi juga el Hayato Ikejiri, que anava a l'escola mitjana amb el Daichi Sawamura. Tots dos jugadors havien estat bons amics i, de fet, el Daichi va animar el seu excompany a no deixar el voleibol. Paral·lelament, l'equip femení del Karasuno, que no obté gaires bons resultats, perd el partit que disputa en el Torneig d'Instituts de Voleibol Femení.                                  |                      |                                                                                    |                                   |                     |                         |                          |
| 17 | 17                   | El mur de ferro Teppeki (鉄壁)                                                     | Takashi Ōtsuka                    | Toshimitsu Takeuchi | 27 de juliol de 2014    | 3 de novembre de 2022    |
| El Karasuno i el Date Industrial s'enfronten en segona ronda. El Kageyama, el Hinata i l'Azumane hauran de treure tot l'arsenal d'atacs ràpids per mirar d'ensorrar el poderós mur defensiu que formen els bloquejadors del Date, liderats pel gegant Aone, un jugador que té tant de corpulent com de cerebral. |                      |                                                                                    |                                   |                     |                         |                          |
| 18 | 18                   | Us cobreixo les espatlles Senaka no mamori (背中の護り)                            | Yumi Kamakura                     | Toshimitsu Takeuchi | 3 d'agost de 2014       | 7 de novembre de 2022    |
| L'entrenador del Karasuno decideix aplicar una doble rotació per alliberar el petit Hinata de la pressió implacable del gegant Aone, el bloquejador estrella del Date Industrial. Però quan arriba el moment decisiu del partit, tot dependrà de la capacitat de l'Azumane de travessar l'infranquejable mur de ferro que aixeca el Date. |                      |                                                                                    |                                   |                     |                         |                          |
| 19 | 19                   | Directors Shikisha (指揮者)                                                        | Hirotaka Endō                     | Taku Kishimoto      | 10 d'agost de 2014      | 8 de novembre de 2022    |
| L'equip del Karasuno es torna a enfrontar a l'Aoba Josai a la tercera ronda del torneig. La sorprenent tècnica del jugador més carismàtic de l'Aoba Josai, el Toru Oikawa, els posa al capdavant en el marcador. Però el Tobio Kageyama també té certs trucs preparats i no es deixa intimidar. |                      |                                                                                    |                                   |                     |                         |                          |
| 20 | 20                   | El Toru Oikawa no és un geni Oikawa Tooru wa tensai dewanai (及川徹は天才ではない) | Shintarō Itoga                    | Taku Kishimoto      | 17 d'agost de 2014      | 9 de novembre de 2022    |
| El Tobio Kageyama i el Toru Oikawa continuen competint entre ells per ser el millor col·locador del torneig. Mentrestant, la preocupació s'instal·la a les files del Karasuno, ja que els jugadors de l'Aoba Josai comencen a intuir els seus moviments. El codi secret que fins ara els havia anat tan bé comença a perillar. |                      |                                                                                    |                                   |                     |                         |                          |
| 21 | 21                   | L'autèntic talent del Sugawara Senpai no jitsuryoku (先輩の実力)                   | Tomoko Hiramuki Tetsuaki Watanabe | Taku Kishimoto      | 24 d'agost de 2014      | 10 de novembre de 2022   |
| El Tobio Kageyama és substituït per un altre col·locador, el Koshi Sugawara, que entra a la pista disposat a posar fi a la bona ratxa de l'Aoba Josai i a animar els companys, que tenen la moral baixa. Potser no té el talent innat del Kageyama, però és observador i sap reconduir el partit. Malauradament, li toca servir al millor servidor de l'Aoba Josai, el Toru Oikawa, i el partit continua igualat.                                                                           |                      |                                                                                    |                                   |                     |                         |                          |
| 22 | 22                   | L'evolució Shinka (進化)                                                           | Toshiaki Kanbara                  | Taku Kishimoto      | 31 d'agost de 2014      | 14 de novembre de 2022   |
| Després de tornar a la pista, el Tobio Kageyama comença a comunicar-se amb els companys i a col·locar la pilota perfectament. El Kei Tsukishima, el jugador més alt del Karasuno, demostra que és un gran bloquejador. Amb ells, el Karasuno guanya el segon set. D'altra banda, i gràcies al Hajime Iwaizumi de l'Aoba Josai, sabem que a l'escola mitjana, el Tobio Kageyama i el Toru Oikawa eren grans rivals.                                                                          |                      |                                                                                    |                                   |                     |                         |                          |
| 23 | 23                   | El punt que capgira el partit Nagare o kaeru ippon (流れを変える一本)              | Kōichi Kikuta                     | Taku Kishimoto      | 7 de setembre de 2014   | 15 de novembre de 2022   |
| En el tercer set, l'Aoba Josai té una bona ratxa i comença a agafar distància en el marcador. Això obliga l'entrenador Ukai a prendre mesures dràstiques. Una d'elles és fer sortir a la pista el Tadashi Yamaguchi, un servidor de suport que no és gaire bo, per veure si pot capgirar el rumb del partit. Efectivament, la mesura funciona i el tercer set acaba en empat. |                      |                                                                                    |                                   |                     |                         |                          |
| 24 | 24                   | El rei solitari, enderrocat Datsu "kodoku no ou-sama" (脱・“孤独の王様”)           | Susumu Mitsunaka                  | Taku Kishimoto      | 14 de setembre de 2014  | 16 de novembre de 2022   |
| La igualtat en el joc i la llarga durada dels sets comencen a passar factura als jugadors de tots dos equips. L'Oikawa s'adona que el Kageyama ha entès la importància del treball en equip i que ja no és el rei solitari de l'escola mitjana. Per tant, li resulta més fàcil entendre com funciona la seva ment i llegir-li les intencions. És gràcies a això que, al final, l'Aoba Josai guanya el partit.                                                                               |                      |                                                                                    |                                   |                     |                         |                          |
| 25 | 25                   | El tercer dia Mikka-me (三日目)                                                    | Jōji Furuta                       | Taku Kishimoto      | 21 de setembre de 2014  | 17 de novembre de 2022   |
| La derrota contra l'Aoba Josai ha estat un cop dur per als jugadors del Karasuno. Els grans, els de tercer, es plantegen cedir el protagonisme als de segon i primer i deixar l'equip. De totes maneres, ho farien una mica a contracor, i al final decideixen continuar jugant, almenys fins al Campionat Nacional de Primavera. |                      |                                                                                    |                                   |                     |                         |                          |
| OVA | OVA                  | El Lev Haiba ja és aquí Riēfu genkan! (リエーフ見参！)                             | Shintarō Nakazawa                 | Taku Kishimoto      | 9 de novembre de 2014   | 24 de gener de 2023      |
| El Nekoma i el Karasuno ja han jugat la batalla als contenidors i ara es preparen per al Torneig de Primavera. D'una banda, el Lev Haiba acaba d'arribar a l'equip de vòlei del Nekoma i vol ser l'estrella de totes totes. Té aptituds físiques innates, però encara ha d'aprendre els fonaments de l'esport. D'altra banda, els jugadors del Karasuno es dediquen a jugar, amb la consola de la germana del Ryu Tanaka, al mateix videojoc a què juga sempre el Kenma Kozume, del Nekoma. |                      |                                                                                    |                                   |                     |                         |                          |

### 2a temporada (2015–16)
La segona temporada també té un total de 25 episodis i es va emetre del 4 d'octubre de 2015 al 27 de març de 2016. Tokyo MX i BS11 es van afegir a les emissores que retransmetien la sèrie per televisió. Aquesta temporada també compta amb dos temes d'obertura i finals. Dels episodis 1 al 13, el tema d'obertura és "I'm a Believer" de Spyair, mentre que el tema final és "Climber" de Galileo Galilei. Dels episodis 14 al 25, el tema d'obertura és "FLY HIGH" de Burnout Syndromes, mentre que el tema final és "Hatsunetsu" de Tacica.
| Núm. total | Núm. de la temporada | Títol                                                                        | Direcció                          | Guió             | Data d'emissió original | Data d'emissió en català |
| --- | -------------------- | ---------------------------------------------------------------------------- | --------------------------------- | ---------------- | ----------------------- | ------------------------ |
| 26 | 1                    | Anem a Tòquio Rettsu gō Tōkyō!! (レッツゴートーキョー!!)                     | Susumu Mitsunaka                  | Taku Kishimoto   | 4 d'octubre de 2015     | 21 de novembre de 2022   |
| Ha arribat l'hora de començar a preparar-se pel Campionat Nacional de Primavera i el professor Takeda aconsegueix que convidin el Karasuno a una estada a Tòquio per jugar partits amistosos contra equips de la capital com el Nekoma. D'altra banda, durant un entrenament, el Hinata i el Kageyama topen l'Ushiwaka, del Shiratorizawa, pròxim rival del Karasuno. |                      |                                                                              |                                   |                  |                         |                          |
| 27 | 2                    | Els raigs de sol Chokusha nikkō (直射日光)                                   | Yoshitaka Koyama                  | Susumu Mitsunaka | 11 d'octubre de 2015    | 22 de novembre de 2022   |
| Perquè tots els membres de l'equip puguin anar a Tòquio, el grup de mals estudiants, format pel Hinata, el Kageyama, el Nishinoya i el Tanaka, es posa a estudiar amb l'ajut dels companys. Mentrestant, la Kiyoko recluta una estudiant de primer, la Hitoka Yachi, per ser la nova delegada de l'equip. Finalment, el professor Takeda comunica als jugadors que disputaran un patit amistós contra l'Ogi Nishi. |                      |                                                                              |                                   |                  |                         |                          |
| 28 | 3                    | Camperola 2 "Murabito B" (“村人B”)                                           | Shintarō Nakazawa                 | Susumu Mitsunaka | 18 d'octubre de 2015    | 23 de novembre de 2022   |
| Després de l'entrenament, la Hitoka sent per casualitat una conversa entre el Keishin i el professor Takeda en què parlen de les despeses tan altes que comportarà l'estada a Tòquio. L'alumna de primer comença a pensar la manera d'aconseguir diners. La seva mare, una empresària d'èxit, no veu gaire clar que la nena hagi de ser la nova delegada de l'equip, però ella, empesa pel Hinata, decideix acceptar l'oferta. D'altra banda, la professora d'anglès reparteix les notes als alumnes.                      |                      |                                                                              |                                   |                  |                         |                          |
| 29 | 4                    | L'estrella central "Sentā ēsu" (“センターエース”)                            | Mariko Ishikawa                   | Taku Kishimoto   | 25 d'octubre de 2015    | 24 de novembre de 2022   |
| Els exàmens finals s'han acabat, el Shoyo i el Tobio han suspès anglès i literatura respectivament i han de fer la recuperació mentre la resta de l'equip se'n va a l'estada de Tòquio. Quan acaben l'examen, la Saeko, germana del Tanaka, els porta a Tòquio, on els companys estan patint en els partits amistosos que disputen durant l'estada organitzada per l'institut Nekoma. |                      |                                                                              |                                   |                  |                         |                          |
| 30 | 5                    | El desig "Yoku" (『欲』)                                                     | Tomoko Hiramuki Tetsuaki Watanabe | Taku Kishimoto   | 1 de novembre de 2015   | 28 de novembre de 2022   |
| En el segon dia de l'estada, el Karasuno s'enfronta al Nekoma, que té un jugador nou que es diu Lev. Els de Sendai no guanyen ni un sol set: l'atac ràpid comença a fallar contra els instituts potents. El Hinata, conscient d'això, anuncia al Kageyama que no tancarà els ulls quan remati en els atacs ràpids i el Kageyama s'hi oposa. Els dos companys s'enfaden. |                      |                                                                              |                                   |                  |                         |                          |
| 31 | 6                    | El temps "Tenpo" (“テンポ”)                                                  | Hirotaka Mori                     | Taku Kishimoto   | 8 de novembre de 2015   | 29 de novembre de 2022   |
| El Keishin s'emporta el Shoyo a consultar al seu avi, l'entrenador Ukai, què han de fer perquè el superràpid funcioni. L'avi demana al Shoyo que s'entreni amb els seus jugadors, que són de primària. Mentrestant, el Kageyama topa l'Oikawa per casualitat i li demana si ell provaria un atac nou. Després, a la botiga familiar, l'entrenador del Karasuno s'adona, amb l'ajut del Kageyama, de què és ben bé el que ha de fer la parella d'amics per millorar els atacs de l'equip.                                   |                      |                                                                              |                                   |                  |                         |                          |
| 32 | 7                    | Surt la lluna Tsuki no de (月の出)                                           | Shintarō Itoga                    | Taku Kishimoto   | 15 de novembre de 2015  | 30 de novembre de 2022   |
| El Karasuno torna a fer una estada a Tòquio, a l'institut Shinzen. És l'última abans de les eliminatòries, i els jugadors estan molt motivats. En el primer partit, contra l'institut Fukurodani, sembla que, malgrat els esforços que han fet tots, les coses no els surten gaire bé. Tanmateix, l'entrenador Nekomata s'ho mira des de la banqueta i aprecia millores importants en l'equip del Karasuno. D'altra banda, el Tsukishima sembla que no s'esforci tant com els altres, i n'hi ha que es pregunten per què.  |                      |                                                                              |                                   |                  |                         |                          |
| 33 | 8                    | El miratge d'un heroi Genkaku hīrō (幻覚ヒーロー)                            | Masako Satō                       | Taku Kishimoto   | 22 de novembre de 2015  | 1 de desembre de 2022    |
| El Yamaguchi, que de petit patia assetjament a l'escola, recorda el moment en què va conèixer el Tsukishima, que ja era tranquil i carismàtic. El Tsukushima també recorda la seva infantesa, època en què admirava el seu germà Akiteru, que jugava a vòlei al Karasuno. En l'actualitat, el Yamaguchi anima el Tsukishima a esforçar-se i a demostrar que és millor que el Hinata. |                      |                                                                              |                                   |                  |                         |                          |
| 34 | 9                    | Contra el paraigua VS "Kasa" (VS“傘”)                                        | Shintarō Itoga                    | Taku Kishimoto   | 29 de novembre de 2015  | 5 de desembre de 2022    |
| En aquesta segona estada a Tòquio, sembla que el Hinata no acaba d'aconseguir millorar i no pot ocultar la frustració que sent perquè té prohibit fer servir el superràpid fins que no el controli. Com que el Kageyama i ell ja no s'entrenen junts, decideix recórrer al Bokuto i alguns nois més per jugar un tres contra tres en què per fi aconsegueix fer coses noves i interessants. |                      |                                                                              |                                   |                  |                         |                          |
| 35 | 10                   | L'engranatge Haguruma (歯車)                                                 | Shintarō Nakazawa                 | Taku Kishimoto   | 6 de desembre de 2015   | 6 de desembre de 2022    |
| El Karasuno juga l'últim partit de l'estada contra el Fukurodani, l'equip més fort de tots. Els jugadors del Karasuno, cansats de perdre, volen donar la sorpresa i celebrar la victòria a la barbacoa de comiat. El Takeda creu que els nois han millorat molt les seves tècniques particulars i durant el partit comprova que, efectivament, els engranatges comencen a funcionar. |                      |                                                                              |                                   |                  |                         |                          |
| 36 | 11                   | Amunt "Ue" (“上”)                                                            | Tetsuaki Watanabe                 | Taku Kishimoto   | 13 de desembre de 2015  | 6 de desembre de 2022    |
| Finalment, el Fukurodani aconsegueix guanyar l'últim partit de l'estada. Tanmateix, el Karasuno s'ha sentit capaç de plantar cara a un dels millors equips del país. Per acomiadar-se, els participants de l'estada celebren una barbacoa. Uns quants dies després, comencen a disputar-se les eliminatòries de les prefectures i el Karasuno haurà de demostrar el que ha après a l'estada. |                      |                                                                              |                                   |                  |                         |                          |
| 37 | 12                   | Comença el partit Shiai Kaishi!! (試合開始!!)                                | Itsurō Kawasaki                   | Takuya Satō      | 20 de desembre de 2015  | 7 de desembre de 2022    |
| El Karasuno comença molt bé el partit contra l'Ohgiminami, el capità del qual és el Towada, que recorda el dia que el seu equip es va enfrontar al Shiratorizawa a l'Interinstituts i es desanima. De totes maneres, al pavelló apareix l'excapità de l'Ohgiminami, el Noboru Akimiya, que és molt positiu i anima els seus excompanys. El Hinata i la resta de jugadors del Karasuno han aprofitat molt bé l'última estada, demostren que tenen fonaments sòlids i guanyen el partit. L'entrenador Ukai ho presencia tot. |                      |                                                                              |                                   |                  |                         |                          |
| 38 | 13                   | Una força simple i pura Shinpuru de junsui na chikara (シンプルで純粋な力)   | Yūsuke Sunouchi                   | Takuya Satō      | 27 de desembre de 2015  | 8 de desembre de 2022    |
| El Karasuno s'enfronta al Kakugawa, l'equip del qual és membre el jugador més alt de les eliminatòries. Es tracta del Yudai Hyakuzawa, que imposa molt de respecte per la seva alçada, però que fa poc que juga a voleibol i ni tan sols coneix gaire bé el reglament. El Kageyama i el Hinata comencen a ser molt efectius amb el seu nou superràpid i el Hinata dona la victòria al seu equip amb un punt de bloqueig en una rematada del Hyakuzawa.                                                                     |                      |                                                                              |                                   |                  |                         |                          |
| 39 | 14                   | Continuem creixent Sodachizakari (育ち盛り)                                  | Kōji Komurakata                   | Taku Kishimoto   | 10 de gener de 2016     | 12 de desembre de 2022   |
| Només queden dos mesos per l'Eliminatòria de Representants i el Keishin endureix els entrenaments i demana als jugadors que practiquin individualment, també. El Kageyama té curiositat per saber com juga ara l'Aoba Josai, amb qui segurament s'enfrontaran i es disfressa per intentar colar-se en un entrenament. D'altra banda, el germà del Tsukishima és a la ciutat i li està preparant un regal molt especial. |                      |                                                                              |                                   |                  |                         |                          |
| 40 | 15                   | La diversió Asobiba (アソビバ)                                               | Tetsuaki Watanabe                 | Taku Kishimoto   | 17 de gener de 2016     | 13 de desembre de 2022   |
| És octubre i se celebra l'Eliminatòria de Representants. Els equips més potents són al pavelló i el Karasuno s'ha d'enfrontar al Johzenji, un equip molt optimista i singular que juga per divertir-se. Això sorprèn molt el Hinata i els seus companys, que són més patidors. De totes maneres, els del Karasuno han millorat molt i desbaraten el joc del rival, que s'adona que a vegades potser s'ha de patir. |                      |                                                                              |                                   |                  |                         |                          |
| 41 | 16                   | Avancem Tsugi e (次へ)                                                       | Shintarō Itoga                    | Taku Kishimoto   | 24 de gener de 2016     | 14 de desembre de 2022   |
| El Johzenji sembla que es reactiva després que la seva delegada els faci un discurs, però el Terushima no aconsegueix bastir un atac sincronitzat amb la mateixa precisió que els jugadors del Karasuno. Ara el Karasuno s'ha d'enfrontar a l'institut Wakutani. El partit és força igualat i el Wakutani té un jugador, el Nakashima, amb habilitats semblants al Hinata i al Petit Gegant. Malauradament, en una jugada, el Daichi cau estès a terra.                                                                    |                      |                                                                              |                                   |                  |                         |                          |
| 42 | 17                   | Lluitar sense empenta Konjou nashi no Tatakai (根性無しの戦い)               | Yūsuke Kaneda                     | Taku Kishimoto   | 31 de gener de 2016     | 15 de desembre de 2022   |
| Com a conseqüència del cop a la cara que ha rebut el Daichi, l'Ennoshita el substitueix en la funció de capità. El jugador no està gaire segur que mereixi aquest honor, ja que en el passat, ell i alguns companys van deixar d'anar als entrenaments perquè els semblaven massa exigents. D'altra banda, el Yamaguchi, que està molt nerviós, demostrarà les seves habilitats a l'hora de servir la pilota. |                      |                                                                              |                                   |                  |                         |                          |
| 43 | 18                   | Els perdedors Haibokusha-tachi (敗北者達)                                    | Takashi Andō                      | Taku Kishimoto   | 7 de febrer de 2016     | 19 de desembre de 2022   |
| El partit entre el Date Industrial i l'Aoba Josai comença quan el Karasuno encara s'enfronta al Wakutani Miniami. L'Ennoshita se'n surt força bé, de fer de capità, i l'absència del Daichi no sembla un problema greu. El Shoyo Hinata demostra que a Tòquio ha après coses interessants que seran clau per a la victòria del Karasuno. |                      |                                                                              |                                   |                  |                         |                          |
| 44 | 19                   | Desmuntant el mur Teppeki wa Nando demo Kizukareru (鉄壁は何度でも築かれる)  | Masako Satō                       | Taku Kishimoto   | 14 de febrer de 2016    | 20 de desembre de 2022   |
| El Karasuno, després de vèncer el Wakunan, observa com l'Aoba Josai derrota el Date Industrial, que, malgrat que té un col·locador nou molt alt, no aconsegueix aturar els potents serveis de l'Oikawa, el capità de l'Aoba Josai. En el pròxim partit, els jugadors del Karasuno s'enfrontaran a l'Aoba Josai i, tot i que han vist que continua sent un equip potent, esperen el matx amb nervis i empenta. |                      |                                                                              |                                   |                  |                         |                          |
| 45 | 20                   | Escombrant Fusshoku (払拭)                                                   | Shintarō Nakazawa                 | Taku Kishimoto   | 21 de febrer de 2016    | 21 de desembre de 2022   |
| El partit entre el Karasuno i l'Aoba Josai comença. El Karasuno defensa més bé que abans i el ràpid millorat del Kageyama i del Hinata és increïble, però el Seijoh aguanta bé i bloqueja moltes pilotes. El partit està molt disputat i l'equip tècnic del Seijoh decideix fer sortir un jugador nou i desconegut, el Kyotani. |                      |                                                                              |                                   |                  |                         |                          |
| 46 | 21                   | L'assassí Kowashi-ya (壊し屋)                                                | Shintarō Itoga                    | Taku Kishimoto   | 28 de febrer de 2016    | 28 de desembre de 2022   |
| El Karasuno ha guanyat el primer set. El jugador nou del Seijoh, el Kyotani, és peculiar: comet molts errors, però ataca amb molta potència i fa molts punts. Els seus companys li diuen "Gos Boig". El ritme de l'Aoba Josai comença a canviar i el Karasuno no sap gaire com reaccionar. Finalment, el Keishin fa entrar el Sugawara per aportar una mica d'estabilitat i es planteja fer entrar també el Yamaguchi. |                      |                                                                              |                                   |                  |                         |                          |
| 47 | 22                   | L'atreviment dels excovards Moto konjō-nashi no tatakai (元・根性無しの戦い) | Yūsuke Kaneda                     | Taku Kishimoto   | 6 de març de 2016       | 29 de desembre de 2022   |
| Finalment el Yamaguchi entra a jugar i fa de servidor de suport. El Seijoh ha aconseguit cinc punts de diferència, però el Yamaguchi fa molt bons serveis i el Karasuno redueix la distància fins a tenir una pilota de partit. De totes maneres, el Seijoh revifa i, gràcies a un servei de l'Oikawa, s'imposa en aquest set. El partit, per tant, es decidirà en el tercer set. |                      |                                                                              |                                   |                  |                         |                          |
| 48 | 23                   | L'equip "Chīmu" (“チーム”)                                                   | Tetsuaki Watanabe                 | Taku Kishimoto   | 13 de març de 2016      | 2 de gener de 2023       |
| El joc del Kyotani és cada vegada més imprevisible i comença a perjudicar el seu equip. L'entrenador el substitueix una estona perquè es calmi. Quan torna a entrar, es compenetra més bé amb el col·locador Yahaba i el Seijoh torna a avançar-se en el marcador, encara que per poc. Els dos equips estan molt igualats i el resultat del partit no és fàcil de pronosticar. |                      |                                                                              |                                   |                  |                         |                          |
| 49 | 24                   | Al límit Kyokugen suicchi (極限スイッチ)                                     | Susumu Mitsunaka                  | Taku Kishimoto   | 20 de març de 2016      | 3 de gener de 2023       |
| L'esforç de tots dos equips per obtenir la victòria és enorme, però finalment el Kageyama i el Hinata basteixen un atac ràpid que donarà la victòria al Karasuno. Mentre juguen, l'Oikawa recorda una conversa amb un entrenador que li va dir que el talent natural és molt important, però que també cal esforçar-se i no lamentar-se tant per no tenir les condicions físiques òptimes. |                      |                                                                              |                                   |                  |                         |                          |
| 50 | 25                   | La declaració de guerra Sensen fukoku (宣戦布告)                             | Yumi Kamakura                     | Taku Kishimoto   | 27 de març de 2016      | 4 de gener de 2023       |
| El Karasuno ha arribat a la final de la prefectura i s'enfrontarà al millor equip de Miyagi, el Shiratorizawa. El perdedor de la semifinal, l'Aoba Josai, promet derrotar el Karasuno l'any que ve. El Shoyo Hinata i els seus companys estan decidits a guanyar el Shiratorizawa de l'Ushiwaka per arribar al Campionat Nacional. Tanmateix, l'estrella del Shiratorizawa els desafia a veure's les cares a la pista. |                      |                                                                              |                                   |                  |                         |                          |
| OVA 2 | OVA                  | El rival són els suspensos VS "Akaten" (VS"赤点")                            | Shintarō Nakazawa                 | Taku Kishimoto   | 2 de maig de 2016       | 25 de gener de 2023      |
| El Shoyo Hinata i el Tobio Kageyama han suspès l'examen d'anglès i no poden anar a l'estada de Tòquio perquè han de fer-ne la recuperació. Si treuen un nou, el Tanaka intentarà que la seva germana els porti en cotxe fins a Tòquio perquè es puguin unir a l'equip. Tant el Shoyo com el Tobio mai han tret tan bona nota, però amb l'ajuda de la Hitoka i els ànims dels companys, estudiaran la matèria i aniran a l'examen de recuperació més ben preparats.                                                         |                      |                                                                              |                                   |                  |                         |                          |

### 3a temporada (2016)
La tercera temporada de Haikyu!! es titula Haikyu!! Institut Karasuno vs Acadèmia Shiratorizawa (ハイキュー!! 烏野高校 VS 白鳥沢学園高校, Haikyū!! Karasuno Kōkō VS Shiratorizawa Gakuen Kōkō) i es compon de 10 episodis. Va ser emesa del 8 d'octubre al 10 de desembre de 2016. El tema d'obertura és "Hikariare" de Burnout Syndromes i el tema final "Mashi Mashi" de Nico Touches the Walls.
| Núm. total | Núm. de la temporada | Títol | Direcció          | Guió             | Data d'emissió original | Data d'emissió en català |
| --- | -------------------- | --- | ----------------- | ---------------- | ----------------------- | ------------------------ |
| 51 | 1                    | La salutació Goaisatsu (ごあいさつ)                                                                                    | Hirotaka Mori     | Susumu Mitsunaka | 8 d'octubre de 2016     | 5 de gener de 2023       |
| El Karasuno està fet un manat de nervis. Els jugadors surten a la pista abans que el seu rival a la final, el Shiratorizawa, i queden impressionats quan els contrincants apareixen. De totes maneres, la Kiyoko, la delegada, ha preparat un informe sobre ells i el Karasuno coneix molt bé els seus punts forts. El Keishin els ordena que evitin que l'Ushijima remati. |                      | |                   |                  |                         |                          |
| 52 | 2                    | Una esquerra perillosa "Hidari" no kyōi (“左”の脅威)                                                                   | Haruo Okuno       | Taku Kishimoto   | 15 d'octubre de 2016    | 9 de gener de 2023       |
| El Shiratorizawa domina el partit gràcies a l'Ushijima, que és esquerrà. Els jugadors del Karasuno no estan acostumats a enfrontar-se a un esquerrà i els és molt difícil aturar les seves rematades. Cap al final d'un primer set desastrós per al Karasuno, el Tsukishima, el jugador més calculador de l'equip, aconsegueix col·locar-se bé davant la rematada de l'Ushijima. A partir d'aquí, les coses milloren per a l'equip del Shoyo i el Kageyama, que també comencen a entendre com han d'atacar.                                 |                      | |                   |                  |                         |                          |
| 53 | 3                    | El monstre de la intuïció (GUESS・MONSTER)                                                                             | Shintarō Itoga    | Taku Kishimoto   | 22 d'octubre de 2016    | 10 de gener de 2023      |
| El cinc del Shiratorizawa fa bloquejos de lectura i intuïtius alhora i, a més, té un físic prodigiós. El Keishin demana als seus jugadors que no es deixin atabalar i que siguin un mur. D'altra banda, el professor Takeda s'adona que necessiten una jugada miraculosa per plantar cara al rival. A poc a poc, el Karasuno, amb el Tsukushima al capdavant, entén el que ha de fer i comença a utilitzar la tàctica de la "defensa total".                                                                                                |                      | |                   |                  |                         |                          |
| 54 | 4                    | Llum de lluna Tsuki no wa (月の輪)                                                                                     | Masako Satō       | Taku Kishimoto   | 29 d'octubre de 2016    | 11 de gener de 2023      |
| El Shiratorizawa i el Karasuno disputen un partit molt igualat. Els jugadors de Sendai creuen que la clau per guanyar consisteix a marcar alguns punts seguits i és per això que fan servir el Shoyo Hinata d'esquer. De totes maneres, no aconsegueixen distanciar-se prou del rival, que treu molt de profit de les potents rematades de l'Ushijima. Finalment, el Tsukishima pressiona molt el Shirabu, que acaba equivocant-se i col·locant malament la pilota a l'Ushijima. Aquesta jugada dona la victòria del segon set al Karasuno. |                      | |                   |                  |                         |                          |
| 55 | 5                    | Un contra tots Ko vs. kazu (個VS数)                                                                                    | Tetsuaki Watanabe | Taku Kishimoto   | 5 de novembre de 2016   | 12 de gener de 2023      |
| El Shirabu recupera la serenor que el caracteritza i el Shiratorizawa guanya el tercer set. El quart comença amb jugades espectaculars per part de tots dos equips i a la graderia hi ha l'Ukai, antic entrenador del Karasuno i avi del Keishin. A la banqueta del Shiratorizawa hi ha l'entrenador Washijo, que coneix l'Ukai i que considera que els dos equips lliuren una batalla de concepció del vòlei. |                      | |                   |                  |                         |                          |
| 56 | 6                    | Reacció química Deai no kagaku henka (出会いの化学変化)                                                                | Shintarō Itoga    | Susumu Mitsunaka | 12 de novembre de 2016  | 16 de gener de 2023      |
| El partit continua igualat, però el Karasuno aconsegueix agafar una distància de dos punts i tenir el punt de set. Tot just aleshores, però, el Kageyama comença a notar el cansament. Amb un bloqueig del Tendo i una rematada de l'Ushijima, el Shiratorizawa capgira el marcador. De totes maneres, el Karasuno sent el suport del públic i el Shoyo Hinata dona la victòria del set al seu equip. |                      | |                   |                  |                         |                          |
| 57 | 7                    | Obsessió Kodawari (こだわり)                                                                                           | Yūsuke Kaneda     | Taku Kishimoto   | 19 de novembre de 2016  | 17 de gener de 2023      |
| Per tal que el Kageyama pugui descansar, el Sugawara serà titular al començament de l'últim set. El Nishinoya ajuda a preparar un atac sincronitzat en què participen tots els jugadors que hi ha a la pista. Sembla que el Karasuno ataca bé. D'altra banda, el Tsukishima augmenta la pressió defensiva amb els seus bloquejos. Malauradament, però, es lesiona el dit petit i ha d'anar a la infermeria. Els companys no es desanimen i basteixen un altre atac sincronitzat.                                                            |                      | |                   |                  |                         |                          |
| 58 | 8                    | Mala espina Iya na otoko (嫌な男)                                                                                      | Hitomi Ezoe       | Susumu Mitsunaka | 26 de novembre de 2016  | 18 de gener de 2023      |
| Amb el Tsukishima lesionat, el Karasuno aconsegueix fer tres punts seguits amb els serveis del Yamaguchi. El Goshiki comet alguns errors, però les paraules de l'Ushijima el tranquil·litzen i aconsegueix donar punt de partit al Shiratorizawa. Tanmateix, el Karasuno torna a empatar gràcies a un atac sincronitzat. Poc després, el Shiratorizawa superar el Karasuno i el Keishin crida des de la banqueta. En aquest instant decisiu, el Tsukishima torna de la infermeria.                                                          |                      | |                   |                  |                         |                          |
| 59 | 9                    | Els obsessos del vòlei Barē baka-tachi (バレー馬鹿たち)                                                                | Shintarō Itoga    | Taku Kishimoto   | 3 de desembre de 2016   | 19 de gener de 2023      |
| El Karasuno s'enfronta a un punt de partit del Shiratorizawa, però el Kageyama i el Tsukishima aconsegueixen capgirar el marcador novament. Acorralat, el Shiratorizawa fa servir el seu últim temps mort. L'equip del Tanji Washijo surt molt fort, però gràcies a una jugada brillant del Nishinoya, el Karasuno torna a tenir punt de partit. El Tsukishima toca una rematada de l'Ushiwaka i el Hinata té l'ocasió d'organitzar un atac des de darrere que pot ser decisiu per al partit.                                               |                      | |                   |                  |                         |                          |
| 60 | 10                   | Lluita de conceptes Konseputo no tatakai (コンセプトの戦い)                                                            | Tetsuaki Watanabe | Taku Kishimoto   | 10 de desembre de 2016  | 23 de gener de 2023      |
| Gràcies al Tsukishima, el Karasuno disposa d'una pilota lliure. Els nois organitzen un atac sincronitzat en primer temps amb cinc rematadors. El Shoyo Hinata marca i dona a l'equip la victòria que els permetrà participar en el Campionat Nacional. Després d'aquest partit tan emocionant, el Tobio Kageyama és convocat per participar en una estada de la selecció japonesa sub-19. |                      | |                   |                  |                         |                          |
| OVA 3 | OVA                  | Els joves que s'entreguen al Vòlei de Primavera Tokushū! Haru-kō Barē ni Kaketa Seishun (特集！春高バレーに賭けた青春) | Susumu Mitsunaka  | Taku Kishimoto   | 4 d'agost de 2017       | 13 de març de 2023       |
| La televisió japonesa emet un programa especial sobre el Campionat Nacional de Primavera en el qual s'entrevisten jugadors i entrenadors dels millors equips del Japó. Al final de tot, s'analitzen els motius pels quals el Karasuno ha acabat proclamant-se campió del torneig. |                      | |                   |                  |                         |                          |

### 4a temporada (2020)
La quarta temporada de Haikyu!!, titulada Haikyu!! To the Top (ハイキュー!! TO THE TOP), va ser presentada en un acte inaugural a la Jump Festa '19 el 22 de setembre de 2019. La temporada de 25 episodis es va estrenar l'11 de gener de 2020, més tard es va anunciar que es dividiria en dues parts, amb l'estrena de la segona part prevista pel juliol de 2020, però va haver de ser ajornada fins al 3 d'octubre de 2020 per culpa de la pandèmia de la COVID-19. De l'episodi 1 al 13, el tema d'obertura és "Phoenix" de Burnout Syndromes, mentre que final és "Kessen Spirit" de CHiCO with HoneyWorks. Del 14 al 25, el tema d'obertura és "Toppako" per SUPER BEAVER i el tema final és "One Day" de SPYAIR.
| OVA 4 | OVA | Terra contra aire Riku VS Kū (陸 VS 空)                             | Masako Satō             | Taku Kishimoto | 22 de gener de 2020    | 14 de març de 2023   |
| A Tòquio, el Nekoma s'ha d'obrir pas fins al Torneig Nacional de Primavera i el seu primer rival és el Fukurodani, que guanya el partit gràcies al Bokuto, un jugador que fa unes rematades en línia excepcionals. Ara, l'única possibilitat que té el Nekoma d'arribar al Nacional és imposant-se a l'Acadèmia Nohebi. Malauradament, el pilar de la defensa del Nekoma pateix una lesió. |     |                                                                     |                         |                |                        |                      |
| OVA 5 | OVA | El camí de la pilota Bōru no "michi" (ボールの"道")                 | Masako Satō             | Taku Kishimoto | 22 de gener de 2020    | 15 de març de 2023   |
| El partit del Nekoma contra l'Acadèmia Nohebi continua sense el Yaku. És un cop dur per al Nekoma, però el Shibayama i el Kuroo s'entenen bé i fan la feina del lliure lesionat. Tanmateix, l'Acadèmia Nohebi els planta cara amb molta desimboltura i el partit cada vegada és més disputat. Al final, el Noyasu Kuguri fa una rematada no gaire convençut i l'enfrontament s'acaba. |     |                                                                     |                         |                |                        |                      |
| Part 1 |     |                                                                     |                         |                |                        |                      |
| 61 | 1   | Em presento Jiko shōkai (自己紹介)                                  | Masako Satō             | Taku Kishimoto | 11 de gener de 2020    | 26 de gener de 2023  |
| L'equip de vòlei del Karasuno s'està preparant per al Campionat Nacional quan convoquen el Kageyama a una estada de la selecció japonesa sub-19. El Tsukishima també rep una convocatòria per a una estada dels millors jugadors de primer de la prefectura de Miyagi. El Hinata no el convoquen, però decideix anar a l'estada del Tsukishima per veure els millors en acció i aprendre'n. |     |                                                                     |                         |                |                        |                      |
| 62 | 2   | El nen perdut Maigo (迷子)                                          | Takahiro Ōtsuka         | Taku Kishimoto | 18 de gener de 2020    | 30 de gener de 2023  |
| Només falta un mes per al Campionat Nacional. El Shoyo Hinata, que s'ha colat a l'estada dels millors jugadors de primer de Miyagi, fa d'aplegapilotes amb el permís de l'entrenador Washijo. De sobte, a l'estada hi apareixen jugadors de tercer i exalumnes del Shiratorizawa, que s'enfrontaran a la "pseudoselecció" de primer en un partit d'entrenament. |     |                                                                     |                         |                |                        |                      |
| 63 | 3   | El punt de vista Shiten (視点)                                      | Yasushi Muroya          | Taku Kishimoto | 25 de gener de 2020    | 31 de gener de 2023  |
| El Karasuno, que no té ni el Hinata ni el Kageyama ni el Tsukishima, s'enfronta a l'institut Tokonami en un partit amistós d'entrenament. D'altra banda, el Hinata, que mentre plega pilotes observa el partit que disputen els millors de primer any de la prefectura, s'adona que la seva tècnica consisteix a córrer darrere la pilota i recorda un episodi de la seva infantesa on va aprendre el concepte "salt de lectura" en el tenis.                                                           |     |                                                                     |                         |                |                        |                      |
| 64 | 4   | Fàcil "Raku" ("楽")                                                 | Hideya Itō              | Taku Kishimoto | 1 de febrer de 2020    | 1 de febrer de 2023  |
| El Hyakuzawa, jugador del Kakugawa, pateix i té poca seguretat en ell mateix. De fet, pensa que potser haurien d'haver convocat el Hinata en lloc seu. El Hinata ho intueix i li dona alguns consells perquè tingui més autoestima. D'altra banda, el Kageyama és a l'estada de la selecció nacional sub-19, on pensen que és molt reservat i esquerp en el dia a dia però generós a l'hora de jugar.                                                                                                   |     |                                                                     |                         |                |                        |                      |
| 65 | 5   | Amb l'estómac buit Kūfuku (空腹)                                    | Tomoe Makino            | Taku Kishimoto | 8 de febrer de 2020    | 2 de febrer de 2023  |
| A l'estada on el Shoyo Hinata s'ha colat, s'hi organitza un partit amistós contra els jugadors de tercer i exalumnes del Shiratorizawa. El Kageyama, per la seva banda, participa en un partit d'entrenament de l'estada de la selecció japonesa sub-19 on canvia de posició i on es planteja la possibilitat que sigui més bon rematador que col·locador. Al final, el Hinata, el Tsukishima i el Kageyama tornen al Karasuno, on es pregunten com els deu haver anat.                                 |     |                                                                     |                         |                |                        |                      |
| 66 | 6   | L'exaltació Kōyō (昂揚)                                             | Masayo Nozaki           | Taku Kishimoto | 15 de febrer de 2020   | 6 de febrer de 2023  |
| El Hinata i el Kageyama es retroben i observem que continuen tan competitius com sempre, entre ells. El Karasuno juga un partit amistós d'entrenament contra el poderós Date Industrial, que presumeix de tenir la capacitat de bloqueig més gran de tota la prefectura de Miyagi. En el partit podrem comprovar que, després d'haver participat en l'estada de la selecció sub-19, el Kageyama ha canviat.                                                                                             |     |                                                                     |                         |                |                        |                      |
| 67 | 7   | El canvi Henkan (返還)                                              | Hideya Itō              | Taku Kishimoto | 22 de febrer de 2020   | 7 de febrer de 2023  |
| El Karasuno disputa un partit amistós contra el Date Industrial, que ha millorat molt des de l'eliminatòria del Torneig Nacional. El Kageyama està nerviós perquè les coses no li surten bé i finalment, esclata. Els companys s'adonen de quin és el canvi que s'ha produït en ell: ara és capaç de dir les coses que no li agraden. Això beneficia l'equip, ja que els altres jugadors poden intentar millorar. El Tsukishima, però, no es pren gaire bé les crítiques del Kageyama.                  |     |                                                                     |                         |                |                        |                      |
| 68 | 8   | El desafiament Charenjā (チャレンジャー)                            | Tomoe Makino            | Taku Kishimoto | 29 de febrer de 2020   | 8 de febrer de 2023  |
| El Date Industrial i el Karasuno disputen l'últim set de l'amistós. Tots els jugadors del Karasuno s'esforcen per millorar la tècnica. En particular, el Hinata practica l'atac sincronitzat i la tècnica del camuflatge i el Kageyama s'adona, gràcies al Keishin, que ha de conèixer la situació en què es troba cada company. Altres jugadors, com el Kinoshita o el Takeda, també miren de polir els seus punts dèbils.                                                                             |     |                                                                     |                         |                |                        |                      |
| 69 | 9   | Les mil i una nits Sorezore no yoru (それぞれの夜)                  | Hiromichi Matano        | Taku Kishimoto | 7 de març de 2020      | 9 de febrer de 2023  |
| Comença un nou any i els jugadors del Karasuno estan impacients per viatjar a Tòquio i participar en el Campionat Nacional d'Instituts. Uns quants van al temple a veure quina sort tindran l'any que enceten, uns altres van a l'institut perquè no poden estar-se a casa, el Daichi té malsons... Finalment, arriba el dia de la inauguració del campionat al Pavelló Metropolità de Tòquio, on el Tsukishima, el Kageyama i el Hinata es retroben amb companys de les estades en què han participat. |     |                                                                     |                         |                |                        |                      |
| 70 | 10  | El front de guerra Sensen (戦線)                                    | Toshiyuki Sone          | Taku Kishimoto | 14 de març de 2020     | 13 de febrer de 2023 |
| A Tòquio, els jugadors del Karasuno estan nerviosos. Aviat disputaran el primer partit del campionat i el Hinata ha agafat una bossa que no era seva per error i no té les vambes. La Kiyoko, que havia sigut atleta i corre molt, torna a la pista on s'han entrenat per recuperar-les. Per sort, torna abans que comenci del partit contra el Tsubakihara. Al Kageyama li costa una mica agafar el ritme, però gràcies als bons serveis del Tadashi, l'equip agafa confiança i planta cara al rival.  |     |                                                                     |                         |                |                        |                      |
| 71 | 11  | L'oportunitat de connectar Tsunagareru chansu (繋がれるチャンス)    | Hitomi Ezoe Masako Satō | Taku Kishimoto | 21 de març de 2020     | 14 de febrer de 2023 |
| El primer rival del Karasuno en el Campionat Nacional és l'institut Tsubakihara. El Kageyama, que ha trigat una mica a acostumar-se al pavelló nou, completa un atac ràpid amb el Shoyo i tothom els anima i felicita. El Karasuno s'avança en el marcador, però els rivals fan sortir a la pista la seva arma secreta. El Keishin contraataca fent sortir el Sugawara. |     |                                                                     |                         |                |                        |                      |
| 72 | 12  | Sorprenent Senretsu (鮮烈)                                          | Hideya Itō              | Taku Kishimoto | 28 de març de 2020     | 15 de febrer de 2023 |
| El Karasuno aconsegueix avançar en la competició després de derrotar l'institut Tsubakihara en dos sets. A continuació, el Shoyo tindrà l'oportunitat de veure en acció el jugador Korai Hoshiumi, de l'institut Kamomedai, que va participar en l'estada de la selecció japonesa sub-19 i que, per tant, coneix el Kageyama. En veure jugar el Hoshiumi, que també rep el sobrenom de Petit Gegant, el Hinata s'alegra d'haver d'enfrontar-s'hi.                                                       |     |                                                                     |                         |                |                        |                      |
| 73 | 13  | El segon dia Futsuka-me (2日目)                                     | Yumi Kamakura           | Taku Kishimoto | 4 d'abril de 2020      | 16 de febrer de 2023 |
| És el segon dia del Campionat Nacional. El rival del Karasuno és l'institut Inarizaki, finalista de l'Interinstituts i candidat a guanyar la competició. En aquest equip dels "aspirants més forts" juguen els germans Miya, uns bessons extraordinaris. D'altra banda, el Tanaka es retroba amb la Kanoka, jugadora de vòlei que abans vivia a prop seu i amb qui es feia molt de petit. |     |                                                                     |                         |                |                        |                      |
| Part 2 |     |                                                                     |                         |                |                        |                      |
| 74 | 14  | El ritme Rizumu (リズム)                                            | Hitomi Ezoe             | Taku Kishimoto | 3 d'octubre de 2020    | 20 de febrer de 2023 |
| Per fi comença el segon partit del Karasuno, que aquesta vegada s'enfronta a l'institut Inarizaki, els atacs del qual els basteixen sobretot els bessons Miya. A la graderia, els seguidors de l'Inarizaki no només animen el seu equip sinó que escridassen i posen nerviosos els jugadors del Karasuno. De sobte, a la grada apareix una animadora molt especial amb un tambor: es tracta de la Saeko, la germana del Tanaka.                                                                         |     |                                                                     |                         |                |                        |                      |
| 75 | 15  | Buscar i trobar Mitsukeru (見つける)                                | Rokō Ogiwara            | Taku Kishimoto | 10 d'octubre de 2020   | 21 de febrer de 2023 |
| Gràcies als ànims de la graderia, el Karasuno aconsegueix recuperar el ritme del partit. De totes maneres, els bessons Miya executen a la perfecció un atac superàpid com el del Hinata i el Kageyama que dona un avantatge clar a l'Inarizaki. El Keishin, però, fa sortir el Shimada, que malgrat estar molt nerviós, aconsegueix fer un servei directe que capgira el marcador. |     |                                                                     |                         |                |                        |                      |
| 76 | 16  | El desamor Shitsuren (失恋)                                         | Yūji Horiuchi           | Taku Kishimoto | 17 d'octubre de 2020   | 22 de febrer de 2023 |
| El primer equip que arriba a punt de set és el Karasuno. Els jugadors de Miyagi estan molt concentrats i sembla que les coses els van bé. El Tanaka, però, comet un error i comença a tenir dubtes sobre la seva vàlua com a jugador. Recorda els temps en què va començar a jugar al Karasuno i els companys l'animen perquè saben que mai s'enfonsa. |     |                                                                     |                         |                |                        |                      |
| 77 | 17  | Gats contra micos Neko VS. saru (ネコＶＳサル)                      | Pyeon-Gang Ho           | Taku Kishimoto | 24 d'octubre de 2020   | 23 de febrer de 2023 |
| El Karasuno aconsegueix vèncer el primer set en el partit contra l'Inarizaki. A la pista del costat, el Nekoma s'enfronta en segona ronda al representant de la prefectura d'Ishikawa, el Sarukawa Industrial. El Kenma Kozume, del Nekoma, sembla un jugador una mica despreocupat i que només pensa en els videojocs. Els seus companys dubten que s'esforci prou. En aquest partit els demostrarà que potser és una mica mandrós però que no suporta perdre.                                         |     |                                                                     |                         |                |                        |                      |
| 78 | 18  | La trampa Wana (罠)                                                 | Hitomi Ezoe             | Taku Kishimoto | 31 d'octubre de 2020   | 27 de febrer de 2023 |
| El Nekoma i el Sarukawa Industrial juguen un partit molt disputat. L'entrenador del Nekoma s'adona que el rival no fa tants punts a la primera com podria de forma deliberada: la seva estratègia es basa a esgotar el col·locador del Nekoma, el Kenma Kozume. El Kozume també se n'adona i passa a l'acció amb una estratègia pròpia que dona molt bon resultat. |     |                                                                     |                         |                |                        |                      |
| 79 | 19  | Els aspirants més forts Saikyō no chōsen-sha (最強の挑戦者)         | Pyeon-Gang Ho           | Taku Kishimoto | 7 de novembre de 2020  | 28 de febrer de 2023 |
| El Nekoma ha derrotat el Sarukawa Industrial i passa a la tercera ronda. El Karasuno juga el segon set contra l'Inarizaki. El Nishinoya cada vegada se sent pitjor perquè en els serveis li envien la pilota a ell i ja ha fallat algunes recepcions seguides. A més a més, l'Alan Ojiro fa unes rematades imparables. El Karasuno ha de reaccionar com sigui, i el Tanaka, el Sugawara i el Kageyama agafen les regnes de l'equip per mirar de no enfonsar-se.                                         |     |                                                                     |                         |                |                        |                      |
| 80 | 20  | El cap Kashira (頭)                                                 | Yūji Horiuchi           | Taku Kishimoto | 14 de novembre de 2020 | 1 de març de 2023    |
| El Karasuno comença a recuperar-se i l'entrenador de l'Inarizaki fa sortir el capità de l'equip, el Shinsuke Kita, per plantar-los cara. No és un jugador extraordinari, però sí que és una persona molt metòdica i treballadora per influència de la seva àvia i de les creences religioses que ella li va transmetre de petit. La situació torna a complicar-se per al Karasuno, però el Keishin reacciona a temps i fa servir les rotacions per canviar els emparellaments.                          |     |                                                                     |                         |                |                        |                      |
| 81 | 21  | L'heroi Hīrō (ヒーロー)                                             | Yumi Kamakura           | Taku Kishimoto | 21 de novembre de 2020 | 2 de març de 2023    |
| Comença el tercer set i surt el Kinoshita, que és el servidor de suport del Karasuno. Les coses no li acaben de funcionar, però els seus companys l'animen. Després serveix el Kageyama i el Karasuno torna a mostrar-se poderós. El Nishinoya està nerviós i explica com va superar les pors de petit. D'altra banda, l'Alan Ojiro recorda com va conèixer els peculiars germans Miya i com l'Atsumu ha arribat a ser el col·locador excepcional que és ara.                                           |     |                                                                     |                         |                |                        |                      |
| 82 | 22  | El ganxo Hāken (ハーケン)                                           | Masako Satō             | Taku Kishimoto | 28 de novembre de 2020 | 6 de març de 2023    |
| L'Inarizaki no només atrapa el Karasuno sinó que l'avança en el marcador. El rematador Osamu Miya comença a fer molts punts gràcies a les col·locacions del seu germà bessó. Des de la graderia, el Karasuno sembla tocat psicològicament, però a la pista els jugadors no es donen per vençuts. |     |                                                                     |                         |                |                        |                      |
| 83 | 23  | Ha nascut un rei tranquil Shizukanaru ō no tanjō (静かなる王の誕生) | Rokō Ogiwara            | Taku Kishimoto | 5 de desembre de 2020  | 7 de març de 2023    |
| Som al final del tercer i últim set del partit. Malgrat que després de la recepció del Shoyo Hinata, el Karasuno es recupera i aconsegueix atacar i defensar amb encert, l'Inarizaki arriba a punt de partit. Els jugadors del Karasuno estan molt cansats, però en aquest moment de màxima desesperació, el Tanaka està tranquil i el Kageyama arma una jugada sorprenent. |     |                                                                     |                         |                |                        |                      |
| 84 | 24  | El banquet dels monstres Bakemon-tachi no utage (バケモンたちの宴)  | Yumi Kamakura           | Taku Kishimoto | 12 de desembre de 2020 | 8 de març de 2023    |
| El Karasuno evita que l'Inarizaki trenqui el servei i l'enfrontament entre tots dos equips entra en un estira i arronsa que sembla que no té fi. El Tobio Kageyama i l'Atsumi Miya fan uns punts directes increïbles i el Shoyo Hinata demostra que remata més bé que ningú. El Karasuno torna a tenir punt de partit i tots els jugadors que hi ha a la pista senten molta pressió. Els jugadors que guanyin es convertiran en herois.                                                                 |     |                                                                     |                         |                |                        |                      |
| 85 | 25  | El lloc de la promesa Yakusoku no Chi (約束の地)                    | Hitomi Ezoe             | Taku Kishimoto | 19 de desembre de 2020 | 9 de març de 2023    |
| El Karasuno derrota l'Inarizaki després que els bessons Miya intentin fer un dels seus clàssics ràpids sense èxit. Els perdedors són conscients que s'hi han deixat la pell i el Shinsuke Kita reconeix que té uns companys increïbles. Tothom de l'Inarizaki s'emociona quan sent les seves paraules. Al vestidor del Karasuno, els jugadors estan esgotats, però s'han de recuperar per enfrontar-se al poderós Nekoma en la tercera ronda.                                                           |     |                                                                     |                         |                |                        |                      |